# Kościół Matki Boskiej Częstochowskiej w Damnicy
Kościół Matki Boskiej Częstochowskiej w Damnicy – zabytkowy, kamienno-ceglany katolicki kościół filialny, znajdujący się we wsi Damnica (powiat słupski, województwo pomorskie). Należy do parafii św. Józefa w Zagórzycy. Do rejestru zabytków wpisany został pod starym numerem 376 (obecnie 1703) 30 grudnia 1999.

## Historia
Kościół powstał jako protestancki w latach 1906-1907 i reprezentuje styl neogotycki. 

## Architektura
Jednonawowy, jednokondygnacyjny i trzyprzęsłowy obiekt wybudowano na planie prostokąta z trójbocznie zamkniętym prezbiterium i prostokątną kruchtą. Nawę pokrywa dach dwuspadowy (esówka) z sygnaturką (pokrycie blaszane), która na baniastym hełmie ma iglicę. Prezbiterium nakrywa dach namiotowy, trzypołaciowy. Wnęki okienne są otynkowane, a w ścianie szczytowej umieszczono wąskie i długie blendy. 

## Wnętrze i wyposażenie
We wschodnim narożniku zlokalizowana jest klatka schodowa wprowadzająca na emporę. Więźba dachowa jest płatwiowo-kleszczowa. Z wyposażenia oryginalnego dochował się do czasów obecnych niekompletny ołtarz (neogotyk), a także dwie ławy kolatorskie, ławki zdobione motywami kwiatowymi, jak również empora z balustradą płycinową.

## Otoczenie
Świątynia położona jest centrum wsi, w południowo-zachodnim narożu dawnego parku pałacowego, przy szosie prowadzącej do Damna. Od szosy park i kościół odgradza XIX-wieczna, dekoracyjna krata odlana z żeliwa. 

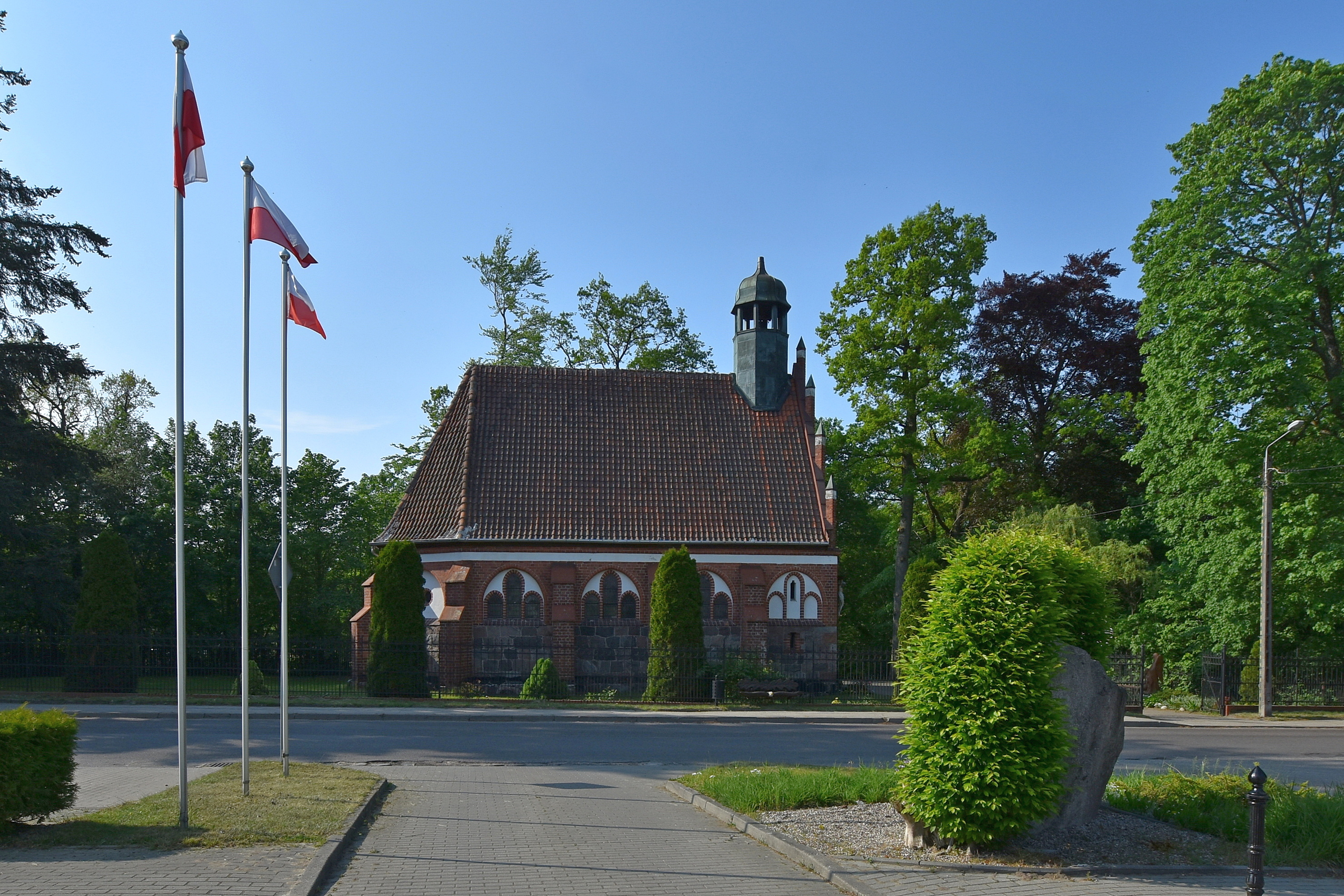
Widok ogólny
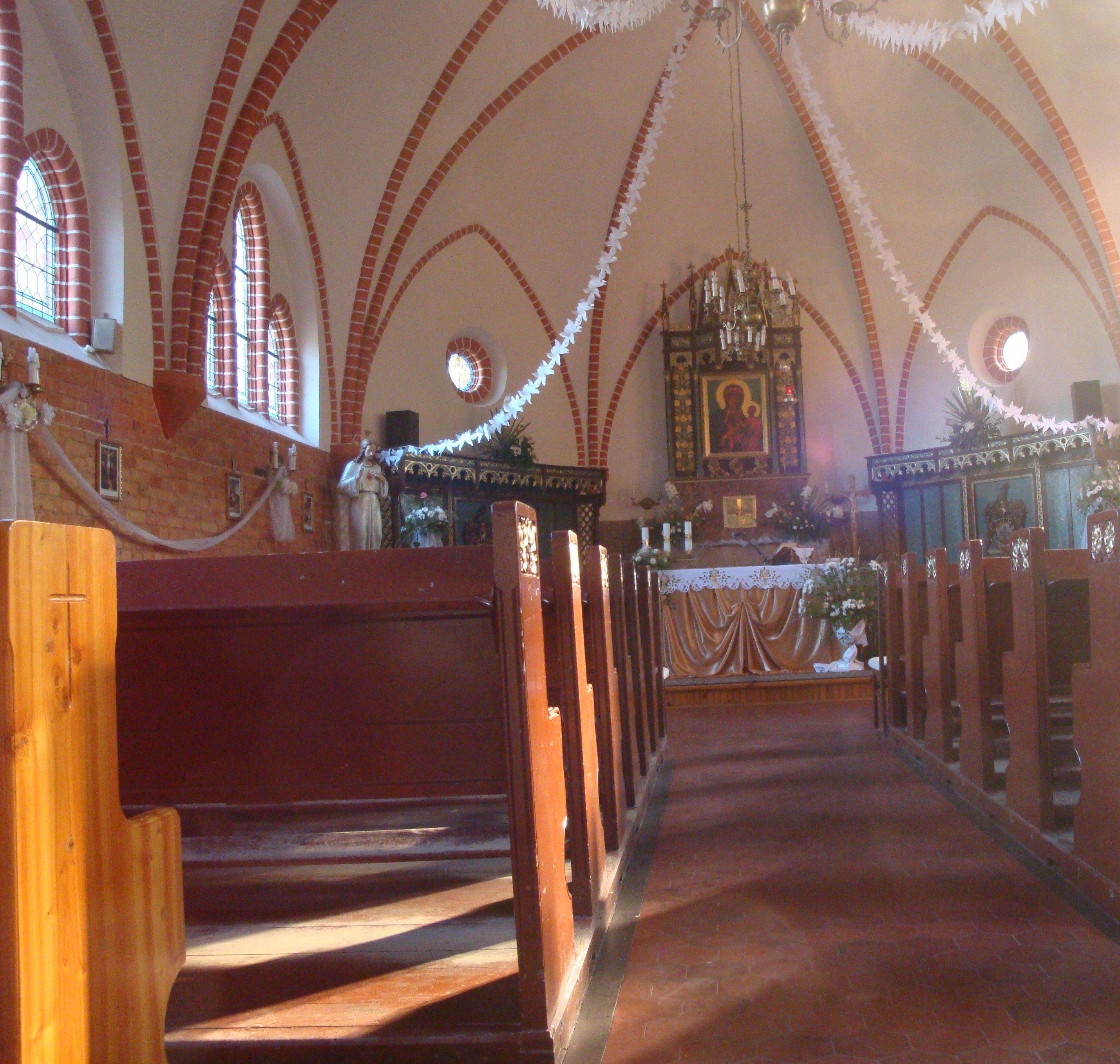
Wnętrze z ołtarzem i ławami kolatorskimi
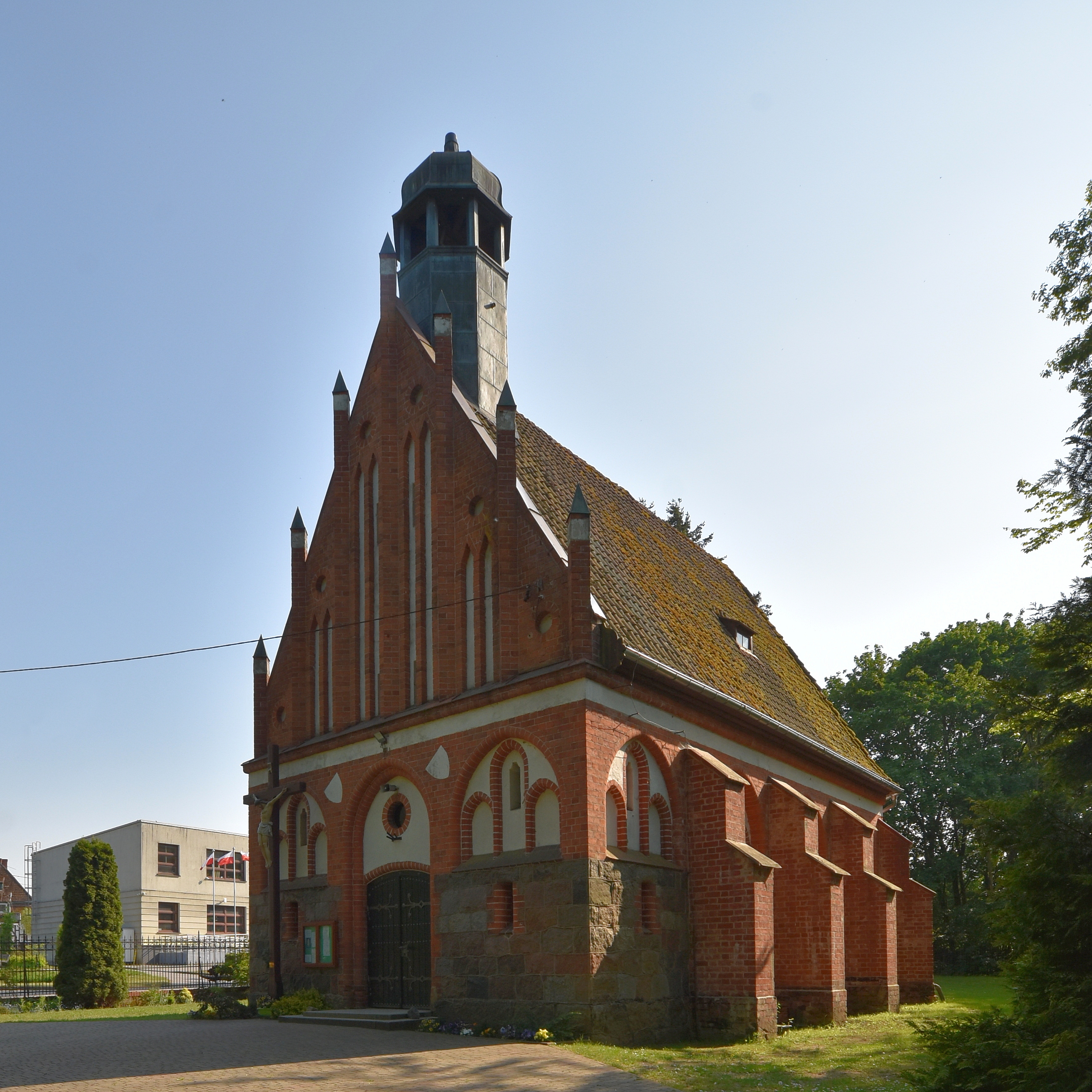
Elewacja frontowa